# Ringelai

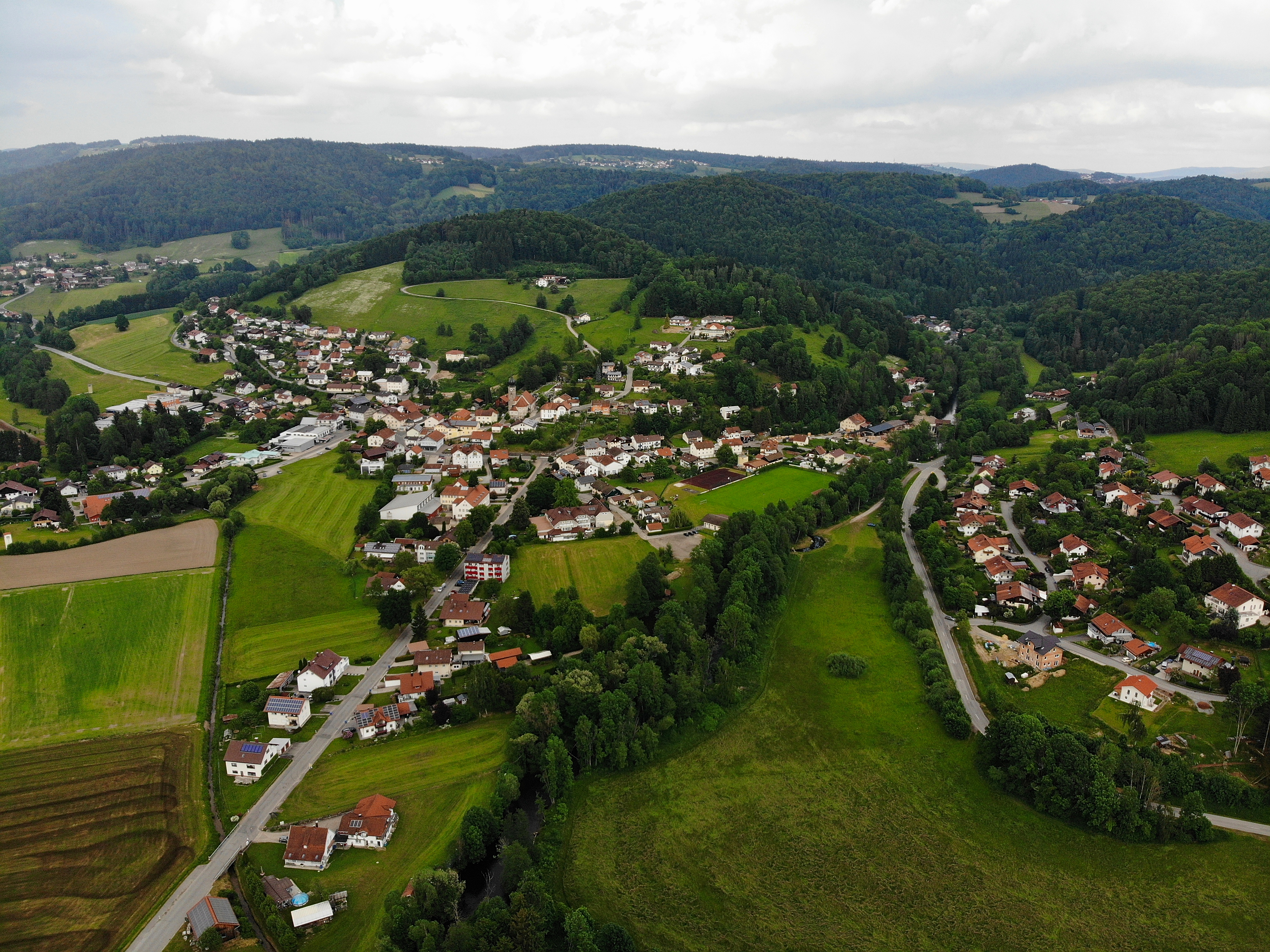
Luftaufnahme von Ringelai aus 2021

Ringelai ist eine Gemeinde im niederbayerischen Landkreis Freyung-Grafenau. Der staatlich anerkannte Erholungsort wird wegen seiner klimatisch guten Gegebenheiten auch „Schmalzdobl“ und „Meran des Bayerischen Waldes“ genannt.

## Geografie

### Lage
Die Gemeinde liegt in der Region Donau-Wald im Bayerischen Wald, exakter im tief eingeschnittenen, weiten Talboden der Wolfsteiner Ohe. Ringelai befindet sich rund acht Kilometer westlich der Kreisstadt Freyung, elf Kilometer südöstlich von Grafenau, 18 km nordöstlich von Tittling und 33 km nördlich der Universitäts- und Dreiflüssestadt Passau.
Das Tal von Ringelai wird durch Berge eingerahmt, von denen der Geistliche Stein (731 Meter) im Westen und der Frauenstein (632 Meter) im Osten die bekanntesten sind. Der Hauptort Ringelai liegt in einer Höhenlage von 410 Metern.

### Gemeindegliederung
Es gibt zwölf Gemeindeteile (in Klammern ist der Siedlungstyp angegeben):
- Eckertsreut (Dorf)
- Kringing (Weiler)
- Kühbach (Dorf)
- Lichtenau (Weiler)
- Neidberg (Dorf)
- Poxreut (Dorf)
- Ringelai (Pfarrdorf)
- Waldbrunn (Dorf)
- Wamberg (Dorf)
- Wasching (Dorf)
- Wittersitt (Weiler)
- Wolfersreut (Dorf)

Es gibt die Gemarkungen Ringelai und Wasching.

### Nachbargemeinden
- Perlesreut
- Hohenau
- Freyung
- Grafenau

## Geschichte

### Bis zur Gemeindegründung
Das Dorf wurde 1312 zum ersten Male genannt, zugehörend dem Kloster Niedernburg (Passau). Damals trat ein Christian von ring Laib bei einem Hofverkauf als Zeuge auf. Der merkwürdige Ortsname ist schwer zu deuten, wahrscheinlich bezeichnet er den „Verleib“ (althochdeutsch: laiba), den Aufenthaltsort, die Ansiedlung eines Ringolo.
Die frühen Berichte erwähnen wiederholt den im Vergleich zu anderen Dörfern im Bayerischen Wald fruchtbaren Boden und großen Wohlstand des Dorfes. Hier verlief das Grenzgebiet zwischen dem Hochstift Passau und dem Kurfürstentum Bayern. Am Geistlichen Stein sind heute noch Grenzsteine aus dem Jahr 1691 erhalten. Vorübergehend gab es in Ringelai eine Christkindl-Wallfahrt. An der Stelle einer Kapelle wurde 1752 eine Kirche erbaut. Sie wich einem Neubau von 1919 bis 1921.
Der Ort im Hochstift Passau wurde 1803 mit dem größten Teil des Hochstiftsgebietes zugunsten des Erzherzogs Ferdinand von Toskana säkularisiert und fiel erst 1805 an Bayern.

### 20. Jahrhundert
Am 27. April 1951 wurde der Gemeindename Kühbach amtlich in Ringelai geändert.
Die Verwaltungsgemeinschaft Perlesreut wurde zum 1. Mai 1978 aus den Gemeinden Fürsteneck, Perlesreut und Ringelai gebildet. Zum 1. Januar 1994 wurde die Gemeinde Ringelai aus der Verwaltungsgemeinschaft entlassen.

### Einwohnerentwicklung
Zwischen 1988 und 2018 wuchs die Gemeinde von 1800 auf 1875 um 75 Einwohner bzw. um 4,2 %.
- 1970: 1641 Einwohner
- 1987: 1813 Einwohner
- 1991: 1961 Einwohner
- 1995: 2029 Einwohner
- 2000: 2117 Einwohner
- 2005: 2140 Einwohner
- 2010: 2047 Einwohner
- 2015: 1899 Einwohner
- 2022: 1911 Einwohner

## Politik

### Gemeinderat
Der Gemeinderat besteht aus der Ersten Bürgermeisterin und 12 Mitgliedern. Die Gemeinderatssitze teilen sich die Gemeinschaftsliste der SPD/parteifrei mit fünf Sitzen, die CSU mit vier Sitzen und die UBL (unabhängige Bürgerliste Ringelai) mit drei Sitzen.

### Bürgermeisterin
Ehrenamtliche Erste Bürgermeisterin ist Carolin Pecho (parteifrei). Sie wurde bei der Bürgermeisterwahl 2020 im ersten Wahlgang mit 60,3 % gewählt und ist seit 1. Mai 2020 im Amt.

### Finanzen
2016 betrugen die Gemeindesteuereinnahmen 946.000 Euro, davon waren Gewerbesteuereinnahmen (netto) 46.000 Euro und die Beteiligung an der Einkommensteuer 668.000 Euro.

### Wappen
| Wappen Gde. Ringelai | Blasonierung: „In Blau über silbernem Dreiberg, darin ein dreiblättriges grünes Kleeblatt, ein goldener Grenzstein, dem ein silberner Wellenbalken unterlegt ist.“ |
| Wappen Gde. Ringelai | Wappenbegründung: Der Dreiberg weist auf die Lage zwischen drei Bergen hin, der Wellenbalken auf die Wolfsteiner Ohe. Der Grenzstein erinnert an die ehemalige Grenze zwischen dem Hochstift Passau und dem Kurfürstentum Bayern vor 1803. Das Kleeblatt ist ein Symbol für die Fruchtbarkeit des Bodens. Dieses Wappen wird seit 1965 geführt. |

## Kultur und Sehenswürdigkeiten
- Deutschlands einzige Christkindlwallfahrt[8]
- Keltendorf Gabreta, ein Freilichtmuseum in Lichtenau/Ringelai
- Wildbachklamm Buchberger Leite
- Hexenmuseum, erinnert an den Hexenprozess von Fürsteneck
- Die heutige Kirche von Ringelai wurde 1919/20 von dem bekannten süddeutschen Architekten Michael Kurz geplant. Diese ist der Maria Patrona Bavariae geweiht. Die St.-Michaels-Glocke, genannt Michaelihund, stammt aus dem Jahr 1479. Die barocke Ausstattung wurde von der alten Kirche übernommen. Hier befindet sich auch das Christkindl von Ringelai, eine Kopie des Gnadenbildes im Dom zu Raab.

## Wirtschaft und Infrastruktur
In der Nähe von Ringelai, in der Buchberger Leite, befindet sich das Carbidwerk Freyung.

### Wirtschaft einschließlich Land- und Forstwirtschaft
Es gab 2016 nach der amtlichen Statistik insgesamt 255 sozialversicherungspflichtig Beschäftigte am Arbeitsort, darunter im produzierenden Gewerbe 80, im Bereich Handel, Verkehr und Gastgewerbe 31, im Bereich öffentliche und private Dienstleister 140 und in sonstigen Wirtschaftsbereichen vier Personen. Sozialversicherungspflichtig Beschäftigte am Wohnort gab es insgesamt 756. Die Zahl der Auspendler überwog damit die der Einpendler um 501. Es gab 30 Arbeitslose. Die Zahl der landwirtschaftlichen Betriebe ging von 53 im Jahr 1999 auf 27 im Jahr 2010 zurück. Im Gemeindegebiet gab es 604 ha landwirtschaftlich genutzte Fläche.

### Bildung
Es gibt folgende Einrichtungen (Stand: 2017):
- Kindergärten: 72 Kindergartenplätze mit 47 Kindern
- eine Volksschule mit drei Lehrern und 60 Schülern

## Persönlichkeiten
- Max Brandl (* 1938 in Ringelai), Politiker (SPD) und Mitglied des Bayerischen Landtags
- Ludwig Lankl (* 1956 in Ringelai), Politiker (CSU) und Landrat des Landkreises Freyung-Grafenau